# Lysippe (Amazone)
Lysippe (altgriechisch Λυσίππη Lysíppē) ist eine Amazone der griechischen Mythologie aus Skythien.
Der Mythos ist nur in Pseudo-Plutarchs Werk „Über die Flüsse“ (De fluviis) überliefert. Sie ist die Gattin des Berossos und von diesem die Mutter des Tanais. Ihr Sohn ist ein misogyner Mann, der die Ehe ablehnt und sich ganz dem Kämpfen hingibt. Die Göttin Aphrodite fühlt sich durch sein Verhalten gekränkt und bestraft ihn damit, dass er sich in seine Mutter Lysippe verliebt. Da er seine Liebe nicht unterdrücken kann, stürzt er sich in den „Amazonenfluss“ (der heutige Don) und ertrinkt. Der Fluss erhielt daraufhin den Namen „Tanais“.